# Revelation (Bob Brookmeyer)
Revelation è un album di Bob Brookmeyer, pubblicato nell'ottobre del 1964 dall'etichetta New Jazz Records, in realtà si tratta di una riedizione del disco messo in commercio dalla Prestige Records nel 1955 con il titolo The Dual Role of Bob Brookmeyer.

## Tracce
1. Nobody's Heart – 4:25 (Lorenz Hart, Richard Rodgers) – Registrato il 6 gennaio 1954 a New York
2. Star Eyes – 4:29 (Gene De Paul, Don Raye) – Registrato il 6 gennaio 1954 a New York
3. Revelation – 5:46 (Gerry Mulligan) – Registrato il 6 gennaio 1954 a New York
4. Loup-Garou – 4:38 (Teddy Charles) – Registrato il 6 gennaio 1954 a New York
5. Under the Lilacs – 5:07 (Bob Brookmeyer) – Registrato il 30 giugno 1955 a New York
6. Rocky Scotch – 4:40 (Bob Brookmeyer) – Registrato il 30 giugno 1955 a New York
7. Potrezebie – 4:49 (Jimmy Raney) – Registrato il 30 giugno 1955 a New York
8. They Say It's Wonderful – 5:49 (Irving Berlin) – Registrato il 30 giugno 1955 a New York

## Musicisti
Brani 1, 2, 3, 4
- Bob Brookmeyer - trombone a pistoni
- Teddy Charles - vibrafono, pianoforte
- Teddy Kotick - contrabbasso
- Ed Shaughnessy - batteria
- Nancy Overton - voce (solo nel brano 01)

Brani 5, 6, 7, 8
- Bob Brookmeyer - trombone a pistoni, pianoforte
- Jimmy Raney - chitarra
- Teddy Kotick - contrabbasso
- Mel Lewis - batteria